# چهارمین اجلاس بریکس
چهارمین اجلاس بریکس (انگلیسی: 4th BRICS summit) با حضور سران کشورهای عضو یعنی برزیل، روسیه، هند، چین و آفریقای جنوبی در ۲۹ مارس ۲۰۱۲ و در دهلی نو، پایتخت هند برگزار شد. هند برای نخستین بار میزبان این اجلاس بود.

## شرکت‌کنندگان
| کشورهای عضو بریک دولت و رهبر میزبان در جدول برجسته نشان داده شده‌اند. |               |               |           |
| کشور                                                                 | کشور          | نماینده       | عنوان     |
| برزیل                                                                | برزیل         | دیلما روسف    | رئیس‌جمهور |
| روسیه                                                                | روسیه         | دمیتری مدودف  | رئیس‌جمهور |
| هند                                                                  | هند           | مانموهان سینگ | نخست‌وزیر  |
| چین                                                                  | چین           | هو جینتائو    | رئیس‌جمهور |
| آفریقای جنوبی                                                        | آفریقای جنوبی | جاکوب زوما    | رئیس‌جمهور |

## گالری تصاویر

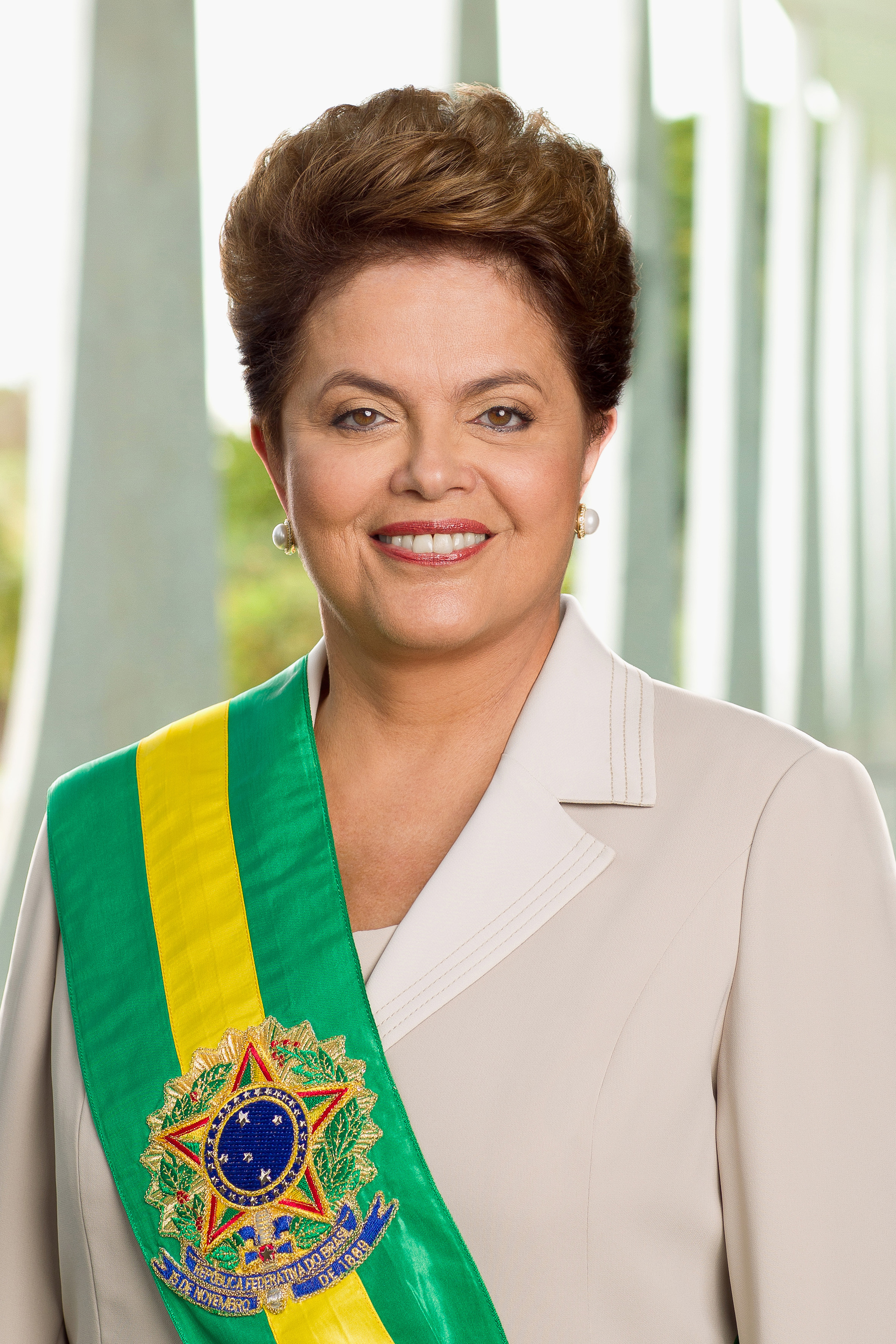
دیلما روسف، رئیس‌جمهور برزیل
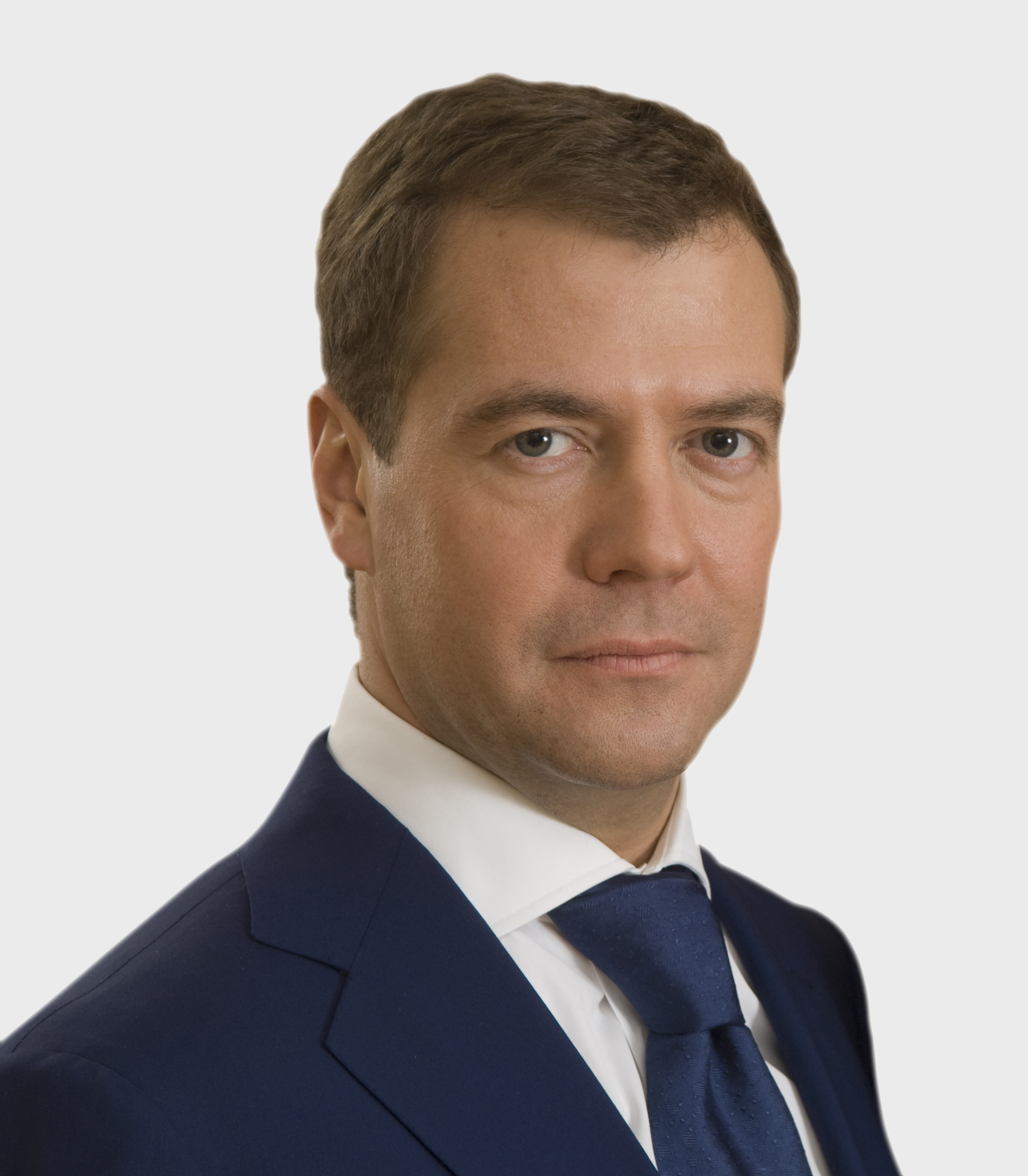
دیمیتری مدودف، رئیس‌جمهور روسیه
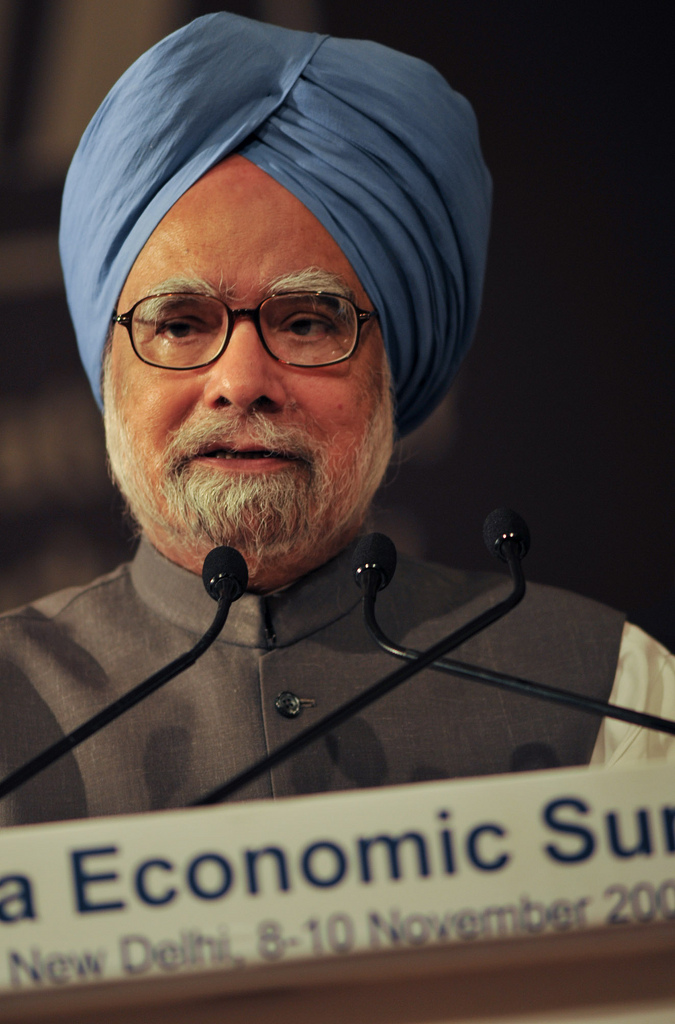
هند مانموهان سینگ، نخست‌وزیر هند (میزبان)
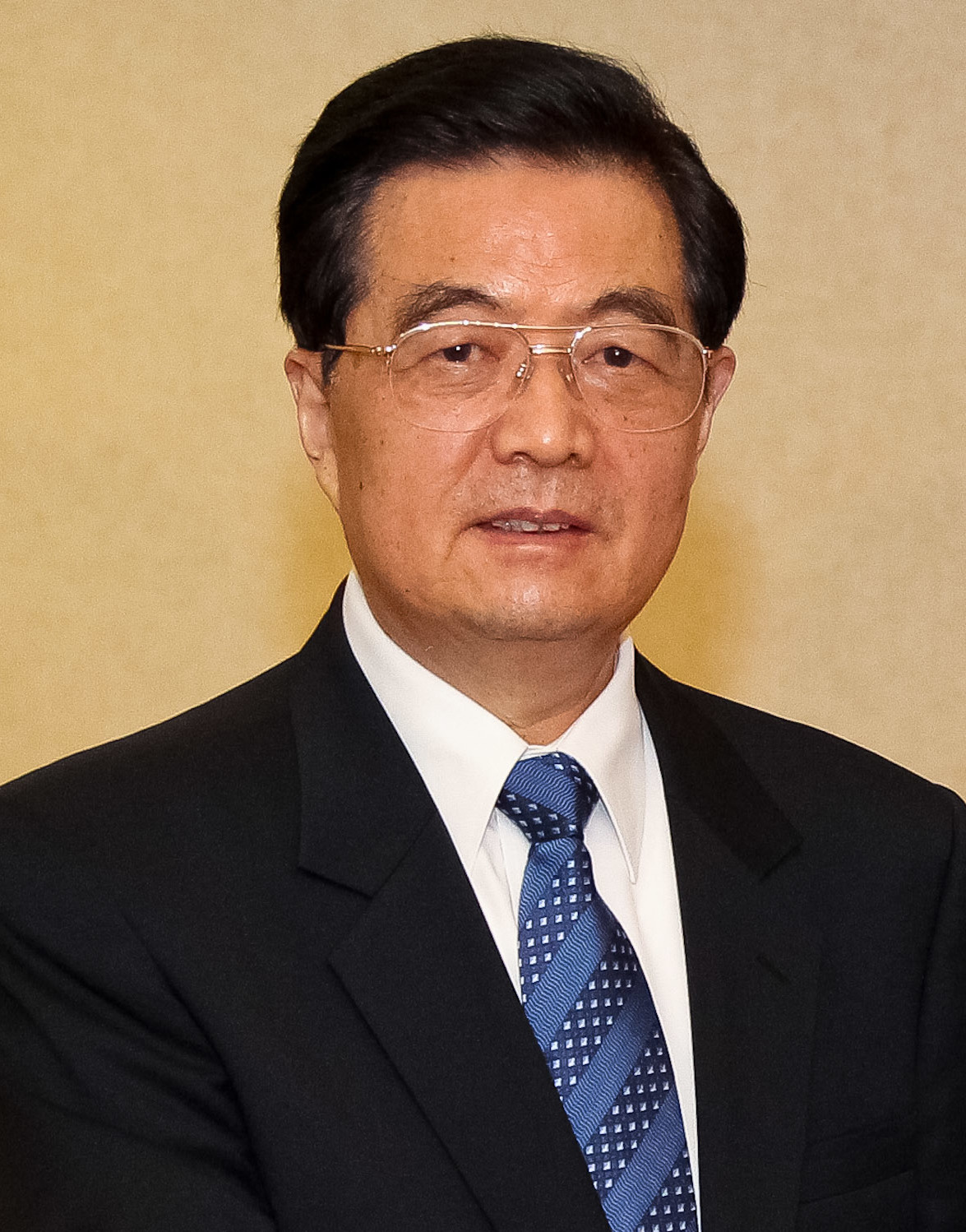
هو جینتائو، رئیس‌جمهور چین
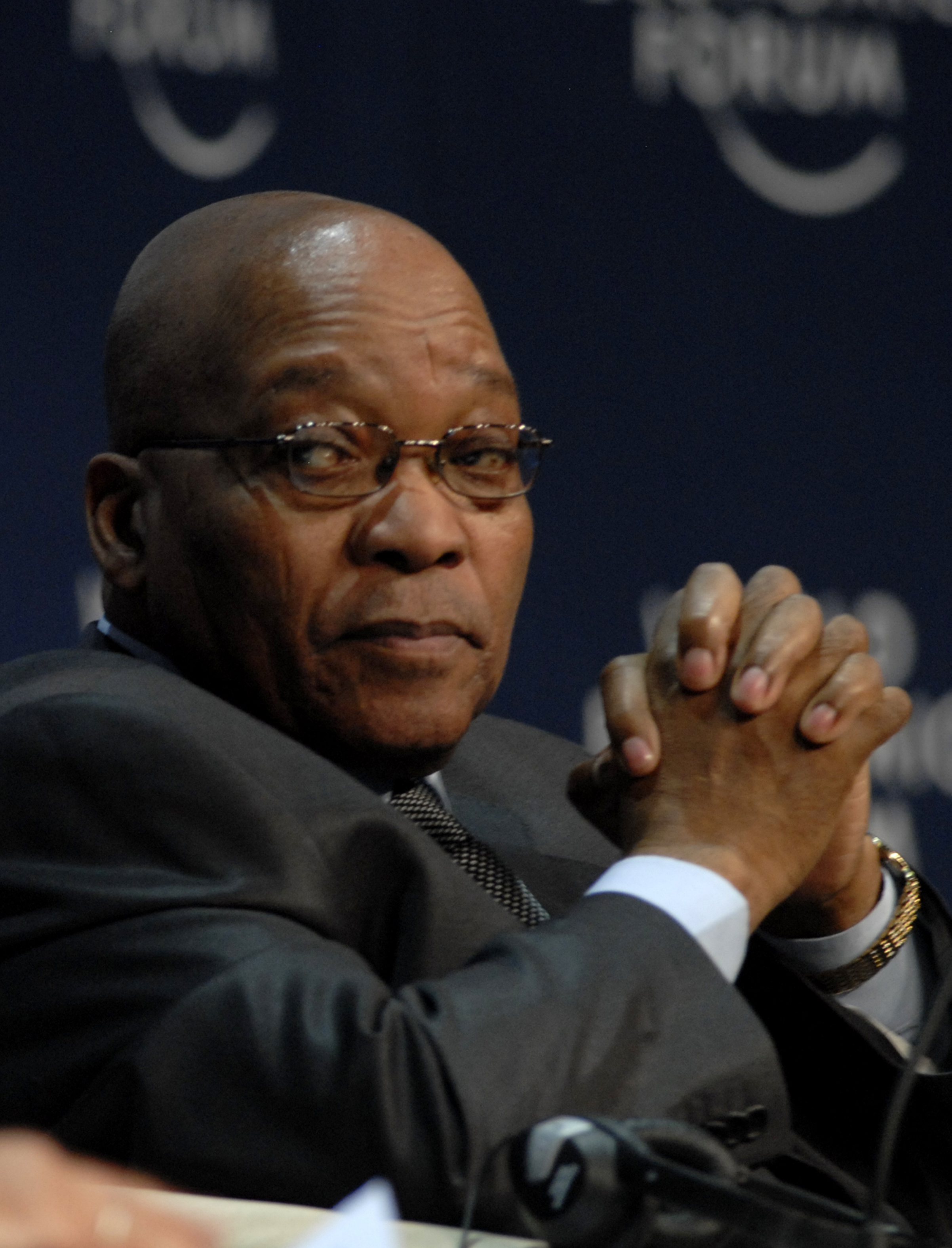
جاکوب زوما، رئیس‌جمهور آفریقای جنوبی